# Aleksandra Danilova
Aleksandra Dionisjevna Danilova (ryska: Александра Дионисьевна Данилова), född 20 november 1903 i Sankt Petersburg, Ryssland, död 13 juli 1997, var en rysk prima ballerina assoluta.
Hon var föräldralös och blev uppfostrad av sina släktingar och ev. fosterföräldrar.
Danilova studerade för bland andra Olga Preobrazjenskaja och anslöt sig 1921 till Mariinskijbaletten. 1924 lämnade hon Ryssland tillsammans med George Balanchine för att turnera med Serge Diaghilews Ballets Russes.
Därefter var hon bl.a. engagerad vid Ballet Russe de Monte Carlo. Fram till 1960 uppträdde hon som gästartist över hela världen. Sedan hon slutat uppträda, började hon ge lektioner i USA.
Fram till 1931 levde hon i en romantisk relation med George Balanchine. De gifte sig dock aldrig. När hon blev vuxen flyttade hon till Manhattan och hon fick amerikanskt medborgarskap 1946. Under vistelsen i USA gifte hon sig två gånger, med Giuseppe Massera 1934 och Casimir Kokitch 1941. Båda äktenskapen slutade dock i skilsmässa. Hon bodde där tills hon dog 1996 när hon var 93 år gammal. 
Förutom balett, var hon intresserad av teater, andra dansstilar och hon hade stort intresse i att koreografera dans också. 
Mest känd är hon för att hon var en av de få ryska ballerinor som förr fick möjligheten att turnera och uppträda utanför Ryssland.